# I sommarnattens ljus
I sommarnattens ljus är den svenske rockartisten Tomas Ledins tredje livealbum, utgivet 2003.
Albumet spelades in mellan åren 1992 och 2002 och gavs ut på två skivor. Merparten av låtarna var inspelade live, men skivan hade också studiospår, däribland singeln En man som älskar.

## Låtlista
Där inte annat anges är låtarna skrivna av Tomas Ledin.

### Första skivan
1. "En man som älskar" – 3:30 (Lasse Anderson, Tomas Ledin)
2. "På vingar av stål" – 4:59
3. "Hon gör allt för att göra mig lycklig" – 4:40
4. "Genom ett regnigt Europa" – 4:01
5. "Sommaren är kort" – 3:54
6. "Släpp hästarna fria" – 5:57
7. "En vind av längtan" – 5:27
8. "Här kommer den nya tiden" – 5:05
9. "En del av mitt hjärta" – 6:10
10. "Sensuella Isabella" – 5:18
11. "Svenska partyklassiker" ("Livet är en fest" (Ulf Dageby), "Dinga linga Lena" (Pugh Rogefeldt) "Oh la la jag vill ha dig" (Ulf Lundell), "Varning på stan" (Magnus Uggla) – 4:52
12. "Du kan lita på mig" – 6:29
13. "Snart tystnar musiken" – 5:15
14. "I sommarnattens ljus" – 5:23 (Niklas Strömstedt, Tomas Ledin)
15. "Mitt hjärta (kommer aldrig att svika dig)" – 4:30

### Andra skivan
1. "Lova mig att du är där" – 3:01
2. "Festen har börjat" – 1:55
3. "Det ligger i luften" – 3:35
4. "Helt galen i dig" – 6:42
5. "Här under sommarhimlen" – 4:24
6. "Då ska jag spela" – 3:56
7. "Blå, blå känslor" – 3:50
8. "En dag på stranden" – 4:22
9. "I natt är jag din" – 7:04
10. "En lång väg tillsammans" – 4:24
11. "Det här har aldrig hänt" – 4:40
12. "Vi är på gång" – 2:39
13. "Knivhuggarrock" – 3:10
14. "Just nu melodifestivalmedley": "Då ska jag spela", "Minns du Hollywood", "Mademoiselle", "Det ligger i luften", "En lång väg tillsammans" (outro) – 7:21
15. "I sjöbodarnas vik" – 3:39

## Listplaceringar
| Lista (2003) | Position |
| ------------ | -------- |
| Finland      | 35       |
| Sverige      | 3        |